# Андерсон, Джоди
Джудит (Джоди) Андерсон (англ. Judith (Jodi) Anderson; род. 10 ноября 1957 или 11 октября 1957, Чикаго) — американская легкоатлетка, специалистка по прыжкам в длину и многоборьям. Выступала на профессиональном уровне в 1977—1986 годах, обладательница серебряной медали Панамериканских игр, серебряный и бронзовый призёр Всемирных Универсиад, участница летних Олимпийских игр в Лос-Анджелесе.

## Биография
Джоди Андерсон родилась 10 ноября 1957 года в городе Чикаго, штат Иллинойс.
Занималась лёгкой атлетикой в Университете штата Калифорния в Нортриже, затем представляла клуб Los Angeles Naturite.
Первого серьёзного успеха добилась в сезоне 1977 года, когда в прыжках в длину превзошла всех соперниц на чемпионате США в Уэствуде. Попав в состав американской сборной, выступила на Всемирной Универсиаде в Софии, где в той же дисциплине завоевала бронзовую награду.
В 1978 году защитила звание национальной чемпионки в прыжках в длину.
В 1979 году с личным рекордом в 4434 очка выиграла серебряную медаль в пятиборье на Панамериканских играх в Сан-Хуане, стала серебряной призёркой в прыжках в длину на Универсиаде в Мехико.
Установив свой личный рекорд в прыжках в длину (7,00) и выиграв национальный олимпийский отборочный турнир в Юджине, в 1980 году должна была участвовать в летних Олимпийских играх в Москве, однако Соединённые Штаты вместе с несколькими другими западными странами бойкотировали эти соревнования по политическим причинам. Позднее Андерсон стала одной из 461 спортсмена, кого за пропуск Олимпиады наградили Золотой медалью Конгресса.
В 1981 году Джоди Андерсон в четвёртый раз стала чемпионкой США в прыжках в длину, показала лучший результат мирового сезона (6,96), заняла второе место на Кубке мира в Риме.
В 1984 году удостоилась права защищать честь страны на домашних Олимпийских играх в Лос-Анджелесе, участвовала в программе семиборья, но досрочно завершила выступление после трёх дисциплин.
Завершила спортивную карьеру по окончании сезона 1986 года.